# Michalis Kapsis
Michalis Kapsis (gr. Μιχάλης Καψής; ur. 18 października 1973 w Atenach) – grecki piłkarz występujący na pozycji obrońcy. Jest synem innego piłkarza, Antimosa Kapsisa.

## Kariera
Michalis Kapsis karierę zaczynał w klubie Aris Nikea w 1990 roku. Po 2 latach gry przeniósł się do Anagennisi Arta. Tam występował przez rok, po czym przeniósł się do Ethnikosu Pireus. W zespole tym grał przez 6 lat, a następnie przeszedł do AEK Ateny. Wraz z tym zespołem występował w Lidze Mistrzów, zdobył 2 Pucharu kraju i zadebiutował w reprezentacji Grecji. Po Mistrzostwach Europy w 2004 roku Kapsis wyjechał do francuskiego Girondins Bordeaux. Po jednym sezonie odszedł do Olympiakosu Pireus. Spędził tam rok, w którym zdobył dublet i wyjechał ponownie zagranicę, tyle że tym razem do klubu z Cypru, APOEL FC. Jedynym zdobytym trofeum przez Greka na Wyspie Afrodyty jest mistrzostwo Cypru w 2007 roku. W 2008 roku odszedł do APO Lewadiakos, gdzie w 2010 roku zakończył karierę.
W reprezentacji narodowej Kapsis debiutował w wieku 30 lat w eliminacyjnym meczu z Hiszpanią. 7 czerwca 2003, lecz nie przeszkodziło mu to w wyjeździe na finały ME w 2004 roku, gdzie wraz z kolegami sprawił ogromną sensację i zdobył 1. miejsce na tych prestiżowych zawodach. Jak dotąd w kadrze zawodnik wystąpił 30 razy i zdobył 1 gola. Ma na koncie także samobójczego gola w meczu z Polską.